# Souljaboytellem.com
Souljaboytellem.com est le premier album de Soulja Boy sorti le 2 octobre 2007.

## Liste des Titres
| No  | Titre                            | Producteurs                      | Durée |
| --- | -------------------------------- | -------------------------------- | ----- |
| 1.  | Intro                            | Soulja Boy                       | 0:59  |
| 2.  | Crank That (Soulja Boy)          | Soulja Boy                       | 3:41  |
| 3.  | Spidermand                       | The Package Store, Mr. Collipark | 3:59  |
| 4.  | Snap and Roll                    | Soulja Boy, DJ GB                | 4:45  |
| 5.  | Bapes (featuring Arab)           | Soulja Boy                       | 3:54  |
| 6.  | Let Me Get 'Em                   | Soulja Boy                       | 3:23  |
| 7.  | Donk                             | Soulja Boy                       | 3:15  |
| 8.  | Yahhh! (featuring Arab)          | Soulja Boy, Savon Jacobs         | 3:11  |
| 9.  | Pass It to Arab (featuring Arab) | Arab                             | 3:57  |
| 10. | Soulja Girl (featuring i15)      | Los Vegaz, Mr. Collipark         | 3:07  |
| 11. | Booty Meat                       | Soulja Boy                       | 3:36  |
| 12. | Report Card (featuring Arab)     | Soulja Boy, Butta                | 3:44  |
| 13. | She Thirsty                      | The Package Store, Mr. Collipark | 3:39  |
| 14. | Don't Get Mad                    | Soulja Boy                       | 4:23  |

| 15. | Nope | Soulja Boy, DJ GB | 2:35 |